# Gigaspora rosea
Gigaspora rosea är en svampart som beskrevs av T.H. Nicolson & N.C. Schenck 1979. Gigaspora rosea ingår i släktet Gigaspora och familjen Gigasporaceae.   Inga underarter finns listade i Catalogue of Life.